# Iheringameisenschlüpfer
Der Iheringameisenschlüpfer (Myrmotherula iheringi) zählt innerhalb der Familie der Ameisenvögel (Thamnophilidae) zur Gattung Myrmotherula.
Die Art kommt im westlichen Amazonasbecken in Brasilien, Peru und im äußersten Nordwesten Boliviens vor.

Verbreitungsgebiet (grün) des Iheringameisenschlüpfers

Das Verbreitungsgebiet umfasst tropischen oder subtropischen feuchten Tieflandwald, Terra Firme und Übergangszonen bis 400 m Höhe.
Das Artepitheton bezieht sich auf Hermann von Ihering.

## Merkmale
Der  Vogel ist 8 bis 10 cm groß und wiegt zwischen 7 und 9 g. Der Schwanz ist mäßig kurz. Das Männchen ist auf der Oberseite dunkelgrau mit verstecktem weißen Interskapularfleck, schwarzen Flügeldecken mit weißen Spitzen. Kehle, oberer Brustbereich und Mitte des unteren Brustbereiches sind schwarz, die übrige Unterseite grau. Das Weibchen hat eine blass-blaugraue Oberseite, eine weißliche Kehle und  blass gelbbraune Unterseite. Jungvögel ähneln den Weibchen, allerdings mit fleckig schwarzer Kehle.

## Geografische Variation
Es werden folgende Unterarten anerkannt:
- M. i. heteroptera Todd, 1927 – Südostperu, Brasilien im südwestlichen Amazonasbecken und Nordwestbolivien
- M. i. iheringi Snethlage, E., 1914, Nominatform – Amazonasbecken in Brasilien
- M. i. oreni Miranda et al, 2013 – Westbrasilien (Acre) und Nordwestbolivien (Departamento Pando)[5]

## Stimme
Der Gesang wird als Folge von intensiven, nach unten gerichteten Tönen in gleicher Länge mit gleichbleibender Geschwindigkeit und Tonhöhe beschrieben.

## Lebensweise
Die Nahrung besteht aus Insekten, wohl auch Spinnen, die einzeln, paarweise oder in Familiengruppen, gern auch in gemischten Jagdgemeinschaften bevorzugt in 3 bis 10 m über dem Erdboden gejagt werden.
Die Brutzeit ist nicht bekannt.

## Gefährdungssituation
Der Bestand gilt als nicht gefährdet (Least Concern).